# Mate Krešimir Tomljenović
Mate Krešimir Tomljenović (ur. 3 sierpnia 1993 w Zagrzebiu) – chorwacki hokeista, reprezentant Chorwacji.

## Kariera
- HK Dubnica U18 (2008-2011)
- HK Dubnica U20 (2010-2011)
- HKm Zwoleń U20 (2011-2012)
- KHL Medveščak Zagrzeb U20 (2012-2013)
- KHL Medveščak Zagrzeb II (2013)
- HC 07 Detva (2013-2014)
- KHL Medveščak Zagrzeb U20 (2014-2015)
- KHL Medveščak Zagrzeb II (2014-2015)
- KHL Medveščak Zagrzeb (2015)
- JKH GKS Jastrzębie (2015-2016)
- KHL Medveščak Zagrzeb II (2016-2017)
- Les chevaliers du Lac Annecy Hockey (2017-2018)
- Abu Dhabi Storms (2018-2020)

Karierę rozwijał w drużynach juniorskich słowackich klubów HK Dubnica i HKm Zvolen. W sezonie 2012/2013 był zawodnikiem juniorskiego zespołu chorwackiego klubu KHL Medveščak Zagrzeb, występującego w młodzieżowej lidze austriackiej. W fazie play-off 2013 grał w rezerwach Medveščaka w narodowej lidze chorwackiej. W 2013 został graczem słowackiego klubu HC 07 Detva i wraz z nim rozegrał sezon 2013/2014 1. ligi słowackiej. W lipcu 2014 powrócił do Medveščaka i rozegrał kolejny sezon 2014/2015 w barwach drużyny do lat 20 w juniorskiej lidze austriackiej. W tym czasie wystąpił w jednym spotkaniu w seniorskim zespole KHL Medveščak Zagrzeb w rosyjskich rozgrywkach KHL edycji 2014/2015 (mecz 20 lutego 2015 przeciwko łotewskiej drużynie Dinamo Ryga zakończony wynikiem 1:3). Od połowy 2015 do marca 2016 zawodnik JKH GKS Jastrzębie w rozgrywkach Polska Hokej Liga. W 2016 powrócił do gry w drużynie KHL Medveščak Zagrzeb II. Ponadto został rezerwowym w pierwszym zespole Medveščaka w lidze KHL. Od maja 2017 zawodnik francuskiej drużyny Les chevaliers du Lac Annecy Hockey.
Grał w kadrach juniorskich Chorwacji. Uczestniczył w turniejach mistrzostw świata juniorów do lat 20 w 2011 (Dywizja IB), 2012 (Dywizja IB), 2013 (Dywizja IB). Został reprezentantem kadry seniorskiej, wraz z którą uczestniczył w turniejach mistrzostw świata 2011 (Dywizja IIB), 2012 (Dywizja IIA), 2013 (Dywizja IIA), 2014 (Dywizja IB), 2015 (Dywizja IB), 2016 (Dywizja IB), 2017 (Dywizja IB), 2018 (Dywizja IB). Na turnieju MŚ 2011 wystąpił mając niespełna 18 lat.

## Sukcesy
Reprezentacyjne
- Awans do Dywizji IB mistrzostw świata seniorów: 2013

Klubowe
- Złoty medal mistrzostw Chorwacji: 2013 z KHL Medveščak Zagrzeb 2
- Złoty medal Emirates Ice Hockey League: 2019 z Abu Dhabi Storms

Indywidualne
- Mistrzostwa Świata Juniorów w Hokeju na Lodzie 2011/I Dywizja#Grupa B:
  - Pierwsze miejsce w klasyfikacji liczby obronionych strzałów w turnieju: 197[5]
  - Najlepszy zawodnik reprezentacji na turnieju[6]
- Mistrzostwa Świata w Hokeju na Lodzie 2011/II Dywizja#Grupa B:
  - Pierwsze miejsce w klasyfikacji średniej goli straconych na mecz w turnieju: 1,44[7]
  - Pierwsze miejsce w klasyfikacji skuteczności interwencji w turnieju: 92,65%
  - Najlepszy bramkarz turnieju[8]
- Mistrzostwa Świata Juniorów w Hokeju na Lodzie 2012/I Dywizja#Grupa B:
  - Pierwsze miejsce w klasyfikacji liczby obronionych strzałów w turnieju: 138[9]
  - Najlepszy zawodnik reprezentacji w turnieju[6]
- Mistrzostwa Świata w Hokeju na Lodzie 2012/II Dywizja#Grupa A:
  - Trzecie miejsce w klasyfikacji średniej goli straconych na mecz w turnieju: 2,37[10]
  - Trzecie miejsce w klasyfikacji skuteczności interwencji w turnieju: 91,54%
- Mistrzostwa Świata Juniorów w Hokeju na Lodzie 2013/I Dywizja#Grupa B:
  - Piąte miejsce w klasyfikacji średniej goli straconych na mecz w turnieju: 3,81[11]
  - Piąte miejsce w klasyfikacji skuteczności interwencji w turnieju: 91,85%
  - Pierwsze miejsce w klasyfikacji liczby obronionych strzałów w turnieju: 214
  - Najlepszy zawodnik reprezentacji w turnieju[12]
- Mistrzostwa Świata w Hokeju na Lodzie 2013/II Dywizja#Grupa A:
  - Pierwsze miejsce w klasyfikacji średniej goli straconych na mecz w turnieju: 1,60[13]
  - Drugie miejsce w klasyfikacji skuteczności interwencji w turnieju: 93,28%
- Mistrzostwa Świata w Hokeju na Lodzie 2014/I Dywizja#Grupa B:
  - Drugie miejsce w klasyfikacji średniej goli straconych na mecz w turnieju: 1,58[14]
  - Drugie miejsce w klasyfikacji skuteczności interwencji w turnieju: 94,52%
  - Pierwsze miejsce w klasyfikacji liczby meczów bez straty gola w turnieju: 2
  - Pierwsze miejsce w klasyfikacji liczby obronionych strzałów w turnieju: 138
  - Najlepszy zawodnik reprezentacji w turnieju[15]